# زبان صربی‌کرواتی
زبان صربی کرواتی، زبان صربی-کرواتی-بوسنیایی یا زبان صربی-کرواتی-بوسنیایی-مونته‌نگروئی زبانی از گروه زبان‌های اسلاوی جنوبی است. این زبان خود به چندین نوع زبان استاندارد، هم در شکل نوشتاری و هم در شکل محاوره‌ای تقسیم می‌شود. زبان صربی کرواتی در کشورهای مونته‌نگرو، بوسنی و هرزگوین، صربستان و کرواسی زبان اصلی و پایه به‌شمار می‌رود. اصطلاح صربی کرواتی بنا بر توافق‌نامه وین در سال ۱۸۵۰، یعنی هنگامی که صربستان و کرواسی هنوز جزء خاک امپراتوری عثمانی و امپراتوری هابسبورگ بودند، برقرار و مصطلح گردید.